# My Type (песня Saint Motel)
«My Type» (с англ. — «Мой тип») — песня, записанная американским инди-поп коллективом Saint Motel. Песня была выпущена в 2014 году на одноимённом мини-альбоме.

## Музыкальные видео
На песню было снято два видеоклипа. Первое видео было выпущено 20 января 2014 года, в тот же день что и релиз песни на виниловой пластике. За основу видео была взята запись с одним из выступлений из 70-х годов итальянской певицы Рафаэллы Карры, режиссёр Сэм Винклер вмонтировал солиста ЭйДжей Джексона в происходящее.
Второе видео было выпущено 12 июня и было срежиссировано самим Джексоном. В клипе используются телевизионные ретро-монохромные видеоэффекты, по сюжету в гостиной некоего дома проходит своеобразная вечеринка, как вдруг заходит девушка и начинает танцевать, включив песню, всё происходящее фиксируется репортёрами с вертолёта. Джексон описал видео как «рекламу сигарет из 70-х годов».

## Использование в медиа
В 2015 году песня была использована в фильмах «Бумажные города» и «Мой парень — киллер», а также в играх FIFA 15 и Pro Evolution Soccer 2016. Песню можно услышать в сотом эпизоде телесериала «Чёрный список». Также песня звучит в немецком телешоу «Wer weiß denn sowas?» и российском «Comedy Woman».

## Чарты
| Чарт (2015)                                  | Пиковая позиция |
| -------------------------------------------- | --------------- |
| Франция (SNEP)                               | 130             |
| Италия (FIMI)                                | 14              |
| Швейцария (Schweizer Hitparade)              | 51              |
| Великобритания (OCC UK Singles)              | 34              |
| США (Billboard Adult Alternative Songs)      | 5               |
| США (Billboard Alternative Airplay)          | 9               |
| США (Billboard Hot Rock & Alternative Songs) | 18              |
| США (Billboard Rock & Alternative Airplay)   | 11              |